# Сафаров, Джалил Азиз оглы
Джалил Азиз оглы Сафаров (азерб. Cəlil Əziz oğlu Səfərov; 28 января 1962, Лежбадини, Марнеульский муниципалитет — 15 мая 1992, Туршсу, Шушинский район) — военнослужащий Вооружённых сил Республики Азербайджан, Национальный Герой Азербайджана (1992).

## Биография
Родился Джалил Сафаров 28 января 1962 года в селе Лежбаддин, Марнеульского района Грузинской ССР. Позжа вся его семья переехала в Сумгаит. C 1969 по 1977 годы Джалил проходил обучение в средней общеобразовательной школе. В 1977 году был принят учиться в военное училище имени Дж. Нахчывансокого. В 1980 году, закончив учебу, поступил в Высшую Военную Школу командиров Зенитно-Ракетных сооружений в городе Энгельсе Саратовской области. Джалил Сафаров с 1984 года работал в городах Приозерск и Балхаш Республики Казахстан, а спустя восемь лет вернулся в Азербайджан и был назначен на должность старшего офицера оперативного управления Министерства обороны Республики.
Опытный офицер позже по назначению Министерства обороны был откомандирован в Нагорный Карабах. В Шушинском районе руководил артиллерийской батареей. В результате его профессиональных действий было освобождено несколько населённых пунктов, а также помог и обеспечил переселение мирных жителей в безопасные места. 15 мая 1992 года в боях на Шушинском направлении возле села Туршсу Джалил Сафаров вместе с товарищами попал во вражеское окружение. Танк ВС Азербайджана, вырвавшийся вперёд, был поражен врагом. Для спасения экипажа горящего танка, Джалил, стараясь прикрыть товарищей, начал ползти к танку. В этот момент вражеский выстрел попал ему в грудь. Ранение оказалось смертельным для боевого офицера.
Был женат и воспитывал двоих детей.

## Память
Указом Президента Азербайджанской Республики № 833 от 7 июля 1992 года капитану Джалилу Азиз оглы Сафарову было присвоено звание Национального Героя Азербайджана (посмертно).
Похоронен в Аллее Шехидов столицы Азербайджана города Баку.
Школа № 10 города Сумгаита носит имя Национального Героя Азербайджана.
В селе Лежбаддин города Марнеули, в Грузии, установлен памятник Джалилу Сафарову.